# Blepharepium lynchi
Blepharepium lynchi är en tvåvingeart som beskrevs av Carrera 1949. Blepharepium lynchi ingår i släktet Blepharepium och familjen rovflugor. Inga underarter finns listade i Catalogue of Life.